# Xã Clifton, Quận Faulkner, Arkansas
Xã Clifton (tiếng Anh: Clifton Township) là một xã thuộc quận Faulkner, tiểu bang Arkansas, Hoa Kỳ. Năm 2010, dân số của xã này là 2.851 người.